# Angelus (periodico)
Angelus, chiamato anche Angelus News, è un settimanale cattolico pubblicato congiuntamente da The Tidings Corporation e dall'Arcidiocesi di Los Angeles, la più popolosa degli Stati Uniti.
La rivista ha iniziato a essere pubblicata nel 1895 col tutolo di The Tidings ed è il più antico periodico cattolico pubblicato ininterrottamente sulla costa occidentale degli Stati Uniti. È anche il più antico periodico settimanale dell'area di Los Angeles.
L'ultimo numero di The Tidings fu pubblicato nel giugno 2016; il mese successivo fu trasformato nella piattaforma multimediale di notizie Angelus (alias Angelus News).

## Tiratura e archivio storico
L'arcidiocesi ha riportato che The Tidings raggiungeva 230.000 lettori adulti ogni settimana.
L'archivio online del giornale è andato perso durante la migrazione dal dominio the-tidings.com al dominio angelusnews.com.

## Redattori
La rivista di frequente pubblica articoli dei seguenti autori:
- Arcivescovo José H. Gómez
- Kathryn Jean Lopez
- Mike Aquilina
- Rev. Ronald Rolheiser ("In Exile")
- Greg Erlandson
- Heather King ("The Crux")
- John L. Allen Jr.
- Robert Brennan
- Dr. Grazie Pozo Christie
- Vescovo Robert Barron
- Scott Hahn ("Sunday Readings")